# Bittacus vexilliferus
Bittacus vexilliferus är en näbbsländeart som beskrevs av George W. Byers 1970. Bittacus vexilliferus ingår i släktet Bittacus och familjen styltsländor. Inga underarter finns listade i Catalogue of Life.